# جيرزي كلوغر
جيرزي كلوغر (بالبولندية: Jerzy Kluger)‏ هو رائد أعمال بولندي، ولد في 4 أبريل 1921 في كراكوف في بولندا، وتوفي في 31 ديسمبر 2011 في روما في إيطاليا بسبب مرض آلزهايمر.